# Coppa di Francia 2019 (ciclismo)
La Coppa di Francia di Ciclismo 2019, ventottesima edizione della competizione, si svolse dal 3 febbraio al 6 ottobre 2019, in 15 eventi tutti facenti parte del circuito UCI Europe Tour 2019. Fu vinta dal francese Marc Sarreau, mentre il miglior team fu l'AG2R La Mondiale.

## Calendario
| Corsa | Data         | Evento                                     | Vincitore            | Squadra                | Leader della classifica | Leader della classifica a squadre   |
| ----- | ------------ | ------------------------------------------ | -------------------- | ---------------------- | ----------------------- | ----------------------------------- |
| 1     | 3 febbraio   | Grand Prix Cycliste la Marseillaise (2019) | Anthony Turgis       | Direct Énergie         | Anthony Turgis          | Delko Marseille Provence            |
| 2     | 24 marzo     | Grand Prix de Denain (2019)                | Mathieu van der Poel | Corendon-Circus        | Mathieu van der Poel    | Delko Marseille Provence            |
| 3     | 30 marzo     | Classic Loire Atlantique (2019)            | Rudy Barbier         | Israel Cycling Academy | Marc Sarreau            | Natura4Ever-Roubaix-Lille Métropole |
| 4     | 5 aprile     | Route Adélie de Vitré (2019)               | Marc Sarreau         | Groupama-FDJ           | Marc Sarreau            | Natura4Ever-Roubaix-Lille Métropole |
| 5     | 7 aprile     | La Roue Tourangelle (2019)                 | Lionel Taminiaux     | Wallonie Bruxelles     | Marc Sarreau            | AG2R La Mondiale                    |
| 6     | 16 aprile    | Parigi-Camembert (2019)                    | Benoît Cosnefroy     | AG2R La Mondiale       | Marc Sarreau            | AG2R La Mondiale                    |
| 7     | 20 aprile    | Tour du Finistère (2019)                   | Julien Simon         | Cofidis                | Marc Sarreau            | AG2R La Mondiale                    |
| 8     | 22 aprile    | Tro-Bro Léon (2019)                        | Andrea Vendrame      | Androni Giocattoli     | Marc Sarreau            | Team Arkéa-Samsic                   |
| 9     | 1º giugno    | Grand Prix de Plumelec-Morbihan (2019)     | Benoît Cosnefroy     | AG2R La Mondiale       | Marc Sarreau            | Team Arkéa-Samsic                   |
| 10    | 2 giugno     | Boucles de l'Aulne (2019)                  | Alexis Gougeard      | AG2R La Mondiale       | Marc Sarreau            | AG2R La Mondiale                    |
| 11    | 18 agosto    | La Poly Normande (2019)                    | Benoît Cosnefroy     | AG2R La Mondiale       | Marc Sarreau            | AG2R La Mondiale                    |
| 12    | 8 settembre  | Grand Prix de Fourmies (2019)              | Pascal Ackermann     | Bora-Hansgrohe         | Marc Sarreau            | AG2R La Mondiale                    |
| 13    | 15 settembre | Tour du Doubs (2019)                       | Stefan Küng          | Groupama-FDJ           | Marc Sarreau            | AG2R La Mondiale                    |
| 14    | 22 settembre | Grand Prix d'Isbergues (2019)              | Mads Pedersen        | Trek-Segafredo         | Marc Sarreau            | AG2R La Mondiale                    |
| 15    | 6 ottobre    | Tour de Vendée (2019)                      | Marc Sarreau         | Groupama-FDJ           | Marc Sarreau            | AG2R La Mondiale                    |

## Classifiche

### Individuale
| Pos. | Corridore           | Squadra            | Punti |
| ---- | ------------------- | ------------------ | ----- |
| 1    | Marc Sarreau        | Groupama-FDJ       | 211   |
| 2    | Benoît Cosnefroy    | AG2R               | 170   |
| 3    | Andrea Vendrame     | Androni Giocattoli | 102   |
| 4    | Julien Simon        | Cofidis            | 89    |
| 5    | Baptiste Planckaert | Wallonie Bruxelles | 80    |
| 6    | Kévin Le Cunff      | Auber 93           | 78    |
| 7    | Bryan Coquard       | Vital C.           | 77    |
| 8    | Quentin Jauregui    | AG2R               | 69    |
| 9    | Lionel Taminiaux    | Wallonie Bruxelles | 64    |
| 10   | Christophe Laporte  | Cofidis            | 60    |

### Giovani
| Pos. | Corridore        | Squadra            | Punti |
| ---- | ---------------- | ------------------ | ----- |
| 1    | Benoît Cosnefroy | AG2R               | 170   |
| 2    | Andrea Vendrame  | Androni Giocattoli | 102   |
| 3    | Quentin Jauregui | AG2R               | 69    |
| 4    | Lionel Taminiaux | Wallonie Bruxelles | 64    |
| 5    | Pierre Barbier   | Natura4Ever        | 54    |

### Squadre
| Pos. | Costruttore                         | Punti |
| ---- | ----------------------------------- | ----- |
| 1    | AG2R La Mondiale                    | 125   |
| 2    | Team Arkéa-Samsic                   | 107   |
| 3    | Cofidis                             | 103   |
| 4    | Groupama-FDJ                        | 97    |
| 5    | Natura4Ever-Roubaix-Lille Métropole | 91    |